# Thule Group
Thule Group AB er en i 1942 i Sverige grundlagt producent af transport- og fritidsudstyr.
Thule Group har hovedsæde i Malmö i Sverige. De beskæftiger mere end 50 produktions- og salgssteder samt 2200 medarbejdere i hele verden (2015).
Til sortimentet hører tagbagagebærere til biler, herunder tagrælinger, tagbokse, markiser til campingvogne og autocampere, cykel- og skiholdere samt outdoor- og sportsrygsække, kufferter, barnevogne, cykelanhængere og diverse tilbehør som f.eks. spændeseler.

## Historie
Erik Thulin begyndte i 1942 at fremstille produkter til svenske fiskere, hvorved mærket Thule opstod. Det første produkt kom på markedet i 1955 i form af forlygtebeskyttelsesgitre. I 1962 fulgte de første skiholdere, og i 1964 den første tagbagagebærer.
I 1977 kom skiboksen TB 11 på markedet og gav firmaet international succes. I 1992 købte Thule det tyske Jetbag GmbH af eco Kunststoff GmbH & Co. KG. Dette gjorde i 1997 Thule til verdens største producent af tagbokse.
Fra år 2000 blev sortimentet udvidet med andre produkter som f.eks. rygsække og computertasker, kameratasker, snekæder og cykeltasker, som blev solgt under varemærket Case Logic.
I 2011 opkøbte Thule det canadiske firma Chariot Carriers Inc., som havde specialiseret sig i udvikling og produktion af multifunktionelle barnevogne.
- En tagbagagebærer fra Thule.
- Rygsække fra Thule.